# میلبروک، کورن‌وال
میلبروک (به انگلیسی: Millbrook) یک روستا و محله مدنی در بریتانیا است که در کورنوال واقع شده‌است. میلبروک ۲٬۲۷۸ نفر جمعیت دارد.